# Claude Bottu de la Barmondière
Claude Bottu de la Barmondière (1631-1694) est un prêtre sulpicien, docteur de théologie, curé de Saint-Sulpice de 1678 à 1689.

## Biographie
Il est un ancien élève du séminaire de Saint-Sulpice, appelé aux fonctions de directeur de la Compagnie des prêtres de Saint-Sulpice et de curé de Saint-Sulpice.
Nommé curé de Saint-Sulpice en 1678 par l'abbé de Saint-Germain, le faisant devenir le troisième successeur de Jean-Jacques Olier (1608-1657).
Au mois de janvier 1689, il donne sa démission en faveur de M. Baudrand et se retira dans la communauté des prêtres, où il vécut dans la prière jusqu'à sa mort qui eut lieu en 1694.

### Œuvre scolaire
Il place les écoles de charités de sa paroisse sous la direction d'un prêtre de la communauté, appelé M. Compagnon. « Celui-ci pliait sous le faix. Il avait à conduire plus de deux cents enfants, et n'avait, pour l'assister, qu'un jeune homme sans expérience qui faisait les fonctions de maître d'école. Le curé, désirant que les enfants destinés au travail apprissent un métier en même temps que la lecture, l'écriture et le catéchisme, avait établi dans la maison une manufacture de laine, sous la direction d'un bonnetier nommé Rafrond, chargé de leur enseigner son état. Malgré le concours de ces trois personnes, l'école de charité de la paroisse Saint-Sulpice était un lieu de dissipation et de désordre. […] Il songea alors au bienheureux de la Salle, dont il avait entendu parler par le curé lui-même, et lui écrivit au mois de juillet 1687, pour obtenir de lui un maître qui le seconderait dans la direction de son école. »
Son assistant et futur successeur, Henri Baudrand, lui écrivit quelque temps plus tard, et Jean-Baptiste de La Salle partit avec deux Frères et arriva à Paris le 24 février 1688. Ce même Henri Baudrand sera directeur de conscience de Jean-Baptiste de La Salle. Ce dernier réforme la discipline donnée dans les écoles, suscitant l'admiration de Claude de la Barmondière quand il en visita une au mois d'avril avec M. Métais, prêtre de la communauté, mais s'élevèrent des calomnies de la part de l'abbé Compagnon de juillet au mois de septembre 1688. M. de la Barmondière ouvrit une enquête à ce sujet, et en chargea l’abbé de Janson qui conclut à l'innocence du fondateur des Frères des écoles chrétiennes.
Son successeur Henri Baudrand continua son oeuvre scolaire, et au commencement de 1690 une nouvelle école fut ouverte rue du Bac, près du Pont-Royal, où Jean-Baptiste de La Salle fut prié de faire venir de Reims deux nouveaux maîtres. Le curé s'engagea à donner pour leur entretien deux cent cinquante livres.